# КАШФ Ойпен
Ойпен (на нидерландски: Königliche Allgemeine Sportvereinigung Eupen), е белгийски футболен клуб от град Ойпен. Създаден е през 1945 г. Домакинските си мачове играе на стадион „Кехрвег“, с вместимост 5366 зрители. Състезава се в Белгийска Про Лига.

## История
Клубът е създаден на 9 юли 1945 година, след сливането на клубовете „Югенд Ойпен“ и „ФК Ойпен 1920“. През сезон 2010 – 11 клубът за пръв път в историята си участва във висшата дивизия на шампионата на Белгия.

## Известни играчи
- Кевин Ванденберг
- Михаел Гуусенс
- Марк Хендрикс
- Алекс
- Маркус Динис
- Тангуй Баро
- Вили Обамеянг
- Арсен Не
- Владимир Воскобойников
- Хироси Ибусуки